# سونيا بو
سونيا بو (بالإيطالية: Sonia Bo)‏ هي ملحنة إيطالية، ولدت في 27 مارس 1960 في ليكو في إيطاليا.